# Филимонов, Валерий Павлович
Вале́рий Па́влович Филимо́нов (21 июля 1946, Ленинград — 30 ноября 2020) — русский писатель, публицист, общественный деятель. Автор многих книг и публикаций агиографического содержания в периодических изданиях и альманахах. Активист движения «За право жить без ИНН, личных кодов и микрочипов».

## Биография
В своей автобиографии указал, что окончил радиотехнический колледж и Политехнический институт (год окончания не указал). Принимал участие в ряде экспедиций в различных регионах России. Затем работал на административных должностях, занимался коммерцией. Богословского образования не имеет.
В начале 1990-х годов стал публиковать свои стихи и статьи о православной вере и о подвигах святых. В этот же период период стал выступать против глобализации, введения электронных средств учёта и интернетизации. С 1993 года является постоянным автором ежегодного литературно-художественного альманаха Союза писателей России «День русской поэзии». В 1990-е — 2000-е годы печатался в газетах: «Православный Санкт-Петербург», «Софийский Собор», «Русский Вестник», «Православная жизнь», «Горница», «Свете тихий», «Литературный Петербург», «Благовест», «Русское слово», «Преображение», «Вечерний Петербург», «Дух христианина», «Православная газета», «Колокол», «Православный Крест» и других; в журналах «Собеседник православных христиан», «Славянин», «Сербский Крест», «Марфа и Мария», «Духовный собеседник», «Русский мир», «Православный летописец Санкт-Петербурга», «Первый и последний», «Спасите наши души», «Благовестник», «Лад», «Вода живая», «Родная Ладога», «Вестник Александро-Невской Лавры», «Церковный вестник», «Журнале Московской Патриархии» и других. С середины 90-х годов регулярно выступал на радио «Радонеж», «Народном радио», радио «Голос России», радиостанции «Говорит Москва», «Русском радио», в прямом эфире программы «Колокол» Санкт-Петербургского телевидения. С открытием в 2005 году православных телеканалов «Союз» и «Спас» выступал и на них.
К Юбилейному архиерейскому собору 2000 года подготовил материалы к канонизации и написал жития иеросхимонаха Серафима (Муравьёва) и протоиерея Философа Орнатского с сыновьями Николаем и Борисом. В 1999 году издал книги «Старец иеросхимонах Серафим Вырицкий и Русская Голгофа» и «Жизнь, подвиги и чудотворения старца Серафима Вырицкого», которые в дальнейшем неоднократно переиздавались. С этого началась его активная деятельность как писателя-агиографа. Не ограничиваясь этим, написал ряд книг, посвященных «актуальным проблемам современности» (в основном критике глобализации и внедрения цифровых технологий): «Но избави нас от лукавого», «Архипастыри, пастыри и монашествующие Русской Православной Церкви о глобализации и цифровом кодировании людей», «Святое Православие и тайна беззакония — XXI век», «Человек должен оставаться человеком», «Исполнение пророчеств», «Греция против!» и «Шаги Апокалипсиса».
В 2000 году в Санкт-Петербурге сформировал и возглавил движение «За право жить без ИНН, личных кодов и микрочипов». Совместно с фундаменталистскими организациями в Санкт-Петербурге и Москве организовывались молитвенные стояния, демонстрации против принятия ИНН и штрих-кодов, провело конференции «Россия перед вызовом глобализма», «Православие и Россия в свете Апокалипсиса»
С 2004 года регулярно принимал участие в работе Международных Рождественских образовательных чтений. В 2010-е годы был постоянным автором сайта «Русская народная линия», для которой написал около семи сотен публикаций
Скончался вечером 30 ноября 2020 года на 75-м году жизни. 4 декабря 2020 года в Казанском храме Вырицы состоялось прощание с В. П. Филимоновым. В поминальном слове перед отпеванием клирик храма иеромонах Мефодий (Зинковский) отметил заслуги почившего в деле прославления преподобного Серафима Вырицкого, колоссальный труд по сбору и обработке документов и свидетельств, вошедших в написанные им жития святых. Отпевание возглавил епископ Гатчинский и Лужский Митрофан (Осяк).

## Взгляды и убеждения
В. П. Филимонов является одним из лидеров движения «За право жить без ИНН, личных кодов и микрочипов». Он последовательный противник российских паспортов (в противовес советским без графы «личный код» и с графой «национальность»), принятия ИНН (впоследствии СНИЛС, в которой видел разновидность начертания Антихриста), проездных билетов метрополитена на основе БСК с личными данными и УЭК.
В своих выступлениях всегда подчеркивает свою принадлежность к Русской православной церкви и чтит церковную иерархию. Он поддерживал епископа Диомида (Дзюбана) до тех пор, пока последний не призвал к расколу. В июне 2008 года, по приглашению председателя ОВЦС, митрополита Смоленского и Калининградского Кирилла, выступал на Предсоборном совещании в Свято-Даниловом монастыре с докладом, положения которого были использованы при подготовке документа «Основы учения Русской Православной Церкви о достоинстве, свободе и правах человека», принятых Архиерейским Собором Русской Православной Церкви 2008 года. В 2010—2013 годах в качестве эксперта принимал участие в заседаниях Комиссии по взаимодействию Церкви, государства и общества Межсоборного Присутствия Русской православной церкви при подготовке документа «Позиция Церкви в связи с развитием технологий учёта и обработки персональных данных», принятого Архиерейским Собором 2013 года.
Являлся сторонником антипрививочного движения: «Опасны все прививки! Они вовлекают человеческий организм в процессы, следствием которых может стать подрыв иммунной системы и даже могут вызвать ту болезнь, „защитить“ от которой они предназначены. Могут вызвать иные заболевания, более тяжёлые, чем те, от которых делалась прививка»
Считал, что опасность пандемии COVID-19 сильно преувеличена и употребил в связи с этим слово «коронабесие».

## Книги
- Русские обрядовые праздники: Сценарии и сценарные материалы для использования в школе / Сост. В. П. Филимонов. — Владимир: Владимирская школа, 1994. — 120 с. — ISBN 5-8863-8001-9.
- Старец иеросхимонах Серафим Вырицкий и Русская Голгофа. — СПб.: Сатисъ, 1999. — 334 с. — 10 000 экз. — ISBN 5-7868-0061-X.
  - Святой преподобный Серафим Вырицкий и Русская Голгофа. — Испр. и доп. изд. кн. «Старец иеросхимонах Серафим Вырицкий и Русская Голгофа». — СПб. : Сатисъ : Держава, 2002. — 333 с.
  - Святой преподобный Серафим Вырицкий и Русская Голгофа. — исправленное и дополненное. — СПб.: Сатисъ, Держава, 2006. — 336 с. — 4000 экз. — ISBN 5-7868-0061-X.
  - Святой преподобный Серафим Вырицкий и Русская Голгофа. — СПб.: Сатисъ, 2010. — 522 с. — 4000 экз. — ISBN 161-8-43-846191-2.
  - Святой преподобный Серафим Вырицкий и Русская Голгофа. — исправленное и дополненное. — СПб.: Сатисъ, 2015. — 464 с. — 2000 экз. — ISBN 978-5-7868-0129-4.
- Жизнь, подвиги и чудотворения старца Серафима Вырицкого. — СПб.: Сатисъ, 1999. — 144 с. — 10 000 экз. — ISBN 5-7868-0089-X.
  - Житие, подвиги и чудотворения преподобного Серафима Вырицкого. — СПб.: Сатисъ, 2005. — 142 с. — ISBN 5-7868-0089-X.
  - Житие, подвиги и чудотворения преподобного Серафима Вырицкого. — издание 3-е, исправленное и дополненное. — СПб.: Сатисъ, 2010. — 192 с. — 6000 экз. — ISBN 978-5-7868-0015-0.
- Крестом отверзается небо…: Жизнь и подвиги новомученика протоиерея Философа Орнатского / гл. ред. В. П. Овсянников. — СПб.: Сатисъ, 2000. — 240 с. — ISBN 5-7373-0146-X.
  - Крестом отверзается небо…: Жизнь и подвиги новомученика протоиерея Философа Орнатского. Издание 2-е, исправленное и дополненное / гл. ред. В. П. Овсянников. — СПб.: Сатисъ, 2015. — 272 с. — 5000 экз.
- Духовный отец Серафима Вырицкого — преподобный Варнава Гефсиманский. — СПб.: Сатисъ, 2002. — 109 с. — (Великие старцы Святой Руси). — ISBN 5-7373-0243-1.
- Но избави нас от лукавого. — СПб.: Вектор, 2003. — 448 с. — 6000 экз. — ISBN 5-7373-0263-6.
- Архипастыри, пастыри и монашествующие Русской Православной Церкви о глобализации и цифровом кодировании людей / сост. Филимонов В. П. — 2004: Вектор. — 176 с. — ISBN 5-7868-0047-4.
- Святое православие и тайна беззакония в XXI веке. — Вектор, 2005. — 480 с. — ISBN 5–7868–0052–0.
- К преподобному Серафиму в Вырицу. — СПб.: Сатисъ, 2007. — 192 с. — 6000 экз. — ISBN 5-7868-0013-X. (в соавторстве с Л. П. Кудряшовой)
  - В Вырицу к преподобному Серафиму. — СПб.: Сатисъ, 2015. — 240 с. — 3000 экз. — ISBN 5-7868-0119-5 (в соавторстве с Л. П. Кудряшовой).
- Время суда (или от экуменизма к церкви антихриста). Кн. 1. — Минск: Христианская инициатива, 2008. — 335 с.
- Время Суда (или от экуменизма к церкви антихриста). Кн. 2. — Минск: Христианская инициатива, 2008. — 384 с. — 5000 экз.
- Последний духовник преподобного Серафима Вырицкого: жизнеописание протоиерея Алексия Кибардина; Письма из заточения. — СПб.: Сатисъ, 2009. — 144 с. — 4000 экз. — ISBN 5-7373-0125-7.
- Человек должен оставаться человеком. — СПб.: Сатисъ, 2009. — 448 с. — 5000 экз. — ISBN 5-7868-0057-1.
- Возможно ли спасение безсмертной души в глобальном сетевом обществе? — Благословение, Техинвест-3, 2011. — 48 с. — 2000 экз. — ISBN 978-5-86264-023-6.
- Исполнение пророчеств — Вектор, Благословение, 2012. — 96 с. — 5000 экз. — ISBN 978-5-7868-0043-3.
- Как создаются легенды. Под маской Православия. Допустима ли неправда в Церкви? — Вектор, 2012. — 64 с. — 5000 экз. — ISBN 978-5-7868-0052-5.
- Греция против! — Вектор, 2013. — 64 с. — 10 000 экз. — ISBN 978-5-7868-0077-9.
- Шаги Апокалипсиса. Опыт богословского, нравственного осмысления процессов глобализации и цифровой идентификации личности.. — СПб.: Вектор, 2015. — 208 с. — 10 000 экз. — ISBN 978-5-7868-0132-4.
- О смертоносном духе мира сего. — СПб.: Вектор, 2016. — 64 с. — 4000 экз. — ISBN 978-5-7868-0126-3.
- Пророчества преподобного Серафима Вырицкого. — СПб.: Сатисъ, 2017. — 112 с. — 3000 экз. — ISBN ISBN 978-5-7868-0143-0.
- На краю цифровой бездны. — Москва.: — Благословение, Техинвест-3, 2018. — 96 с. — 3000 экз. — ISBN 978-5-86264-048-9
- Созвездие преподобного Серафима. — СПб.: Сатисъ, 2018. — 166 с. — 500 экз. — ISBN 978-5-7868-0146-1
- Цифровое общество и конец истории. — Москва.: — Благословение, Техинвест-3, 2019. — 96 с. — 3000 экз. — ISBN 978-5-86264-060-1
- Чудесные исцеления по молитвам преподобного Серафима Вырицкого. — СПб.: Сатисъ, 2019. — 120 с. — 1000 экз. — ISBN 978-5-7868-0065-3